# Plesiothyreus rushii
Plesiothyreus rushii is een slakkensoort uit de familie van de Phenacolepadidae. De wetenschappelijke naam van de soort is voor het eerst geldig gepubliceerd in 1889 door Dall.